# Henry Onyekuru
Henry Chukwuemeka Onyekuru, född 5 juni 1997, är en nigeriansk fotbollsspelare som spelar för grekiska Olympiakos.

## Klubbkarriär
Den 1 augusti 2021 värvades Onyekuru av Olympiakos, där han skrev på ett fyraårskontrakt.

## Landslagskarriär
I december 2021 blev Onyekuru uttagen i Nigerias trupp till Afrikanska mästerskapet 2021.

## Meriter
Anderlecht
- Belgiska supercupen: 2017

Galatasaray
- Süper Lig: 2018/2019
- Turkiska cupen: 2018/2019